# Luciola stigmaticollis
Luciola stigmaticollis là một loài bọ cánh cứng trong họ Đom đóm (Lampyridae). Loài này được Fairmaire miêu tả khoa học năm 1887.